# The Memory of Trees
The Memory of Trees – album Enyi wydany w 1995. Znajduje się na nim 11 kompozycji, w tym tytułowa „The Memory of Trees”.

## Lista utworów
| Nr  | Tytuł utworu          | Długość |
| --- | --------------------- | ------- |
| 1.  | „The Memory of Trees” | 4:18    |
| 2.  | „Anywhere Is”         | 3:58    |
| 3.  | „Pax Deorum”          | 4:58    |
| 4.  | „Athair Ar Neamh”     | 3:39    |
| 5.  | „From Where I Am”     | 2:20    |
| 6.  | „China Roses”         | 4:47    |
| 7.  | „Hope Has A Place”    | 4:44    |
| 8.  | „Tea-House Moon”      | 2:41    |
| 9.  | „Once You Had Gold”   | 3:16    |
| 10. | „La Sonadora”         | 3:35    |
| 11. | „On My Way Home”      | 5:08    |
|     |                       | 43:24   |

## Certyfikaty i sprzedaż
| Kraj                          | Certyfikat         | Sprzedaż   |
| ----------------------------- | ------------------ | ---------- |
| Argentyna (CAPIF)             | platynowa płyta    | 60 000+    |
| Australia (ARIA)              | 4× platynowa płyta | 280 000+   |
| Austria (IFPI Austria)        | platynowa płyta    | 50 000+    |
| Belgia (BEA)                  | platynowa płyta    | 50 000+    |
| Brazylia (Pro-Música Brasil)  | platynowa płyta    | 250 000+   |
| Finlandia (Musiikkituottajat) | złota płyta        | 21 700+    |
| Francja (SNEP)                | złota płyta        | 100 000+   |
| Hiszpania (Promusicae)        | 3× platynowa płyta | 300 000+   |
| Holandia (NVPI)               | platynowa płyta    | 100 000+   |
| Kanada (MC)                   | platynowa płyta    | 100 000+   |
| Niemcy (BVMI)                 | złota płyta        | 250 000+   |
| Nowa Zelandia (RMNZ)          | platynowa płyta    | 15 000+    |
| Polska (ZPAV)                 | złota płyta        | 100 000+   |
| Stany Zjednoczone (RIAA)      | 3× platynowa płyta | 3 000 000+ |
| Szwecja (GLF)                 | platynowa płyta    | 100 000+   |
| Wielka Brytania (BPI)         | 2× platynowa płyta | 600 000+   |